# جون كرافين
جون كرافين (بالإنجليزية: John Craven)‏ هو ممثل أمريكي، ولد في 22 يونيو 1916 بنيويورك في الولايات المتحدة، وتوفي في 24 نوفمبر 1995.

## وصلات خارجية
- جون كرافين على موقع IMDb (الإنجليزية)
- جون كرافين على موقع قاعدة بيانات برودواي على الإنترنت (الإنجليزية)
- جون كرافين على موقع قاعدة بيانات الفيلم (الإنجليزية)